# 宮路洋一
宮路洋一（みやじ よういち、1963年5月26日 - ）は、日本の男性ゲームプロデューサー、経営者。
元ゲームアーツ代表取締役社長、現ジークゲームズ代表取締役社長。代表作である『LUNAR』シリーズや『グランディア』シリーズ、竹本泉原作のインタラクティブコミック作品（『ゆみみみっくす』、『だいなあいらん』）などをプロデュース。ゲームアーツ作品以外でも、『機動戦士ガンダム ギレンの野望』『ガンダムネットワークオペレーション』『まいにちいっしょ』などの企画、プロデュースも手掛ける。弟は宮路武。

## 来歴
18歳でアスキーで活動を始める。
21歳でゲームアーツを弟の宮路武などアスキーの仲間達と立ち上げる。以降20年間ゲームアーツの代表取締役社長として活躍。『LUNAR』や『グランディア』などのプロデュースを行う。2005年にゲームアーツの代表取締役を辞任後、株式会社ヘッドロックの名誉顧問を務め、乖離性ミリオンアーサーなどの作品に参加。フリープロデューサーなどを経て、ジークゲームズを設立、代表取締役社長に就任。

## 作品

### 国内
- ぎゅわんぶらあ自己中心派（1987年、PC）企画、開発
- ぎゅわんぶらあ自己中心派2 自称! 強豪雀士編（1987年、PC）企画、開発
- ぎゅわんぶらあ自己中心派3 望郷さすらい雀士編（1988年、PC）企画、開発
- ぎゅわんぶらあ自己中心派 片山まさゆきの麻雀道場（1990年、メガドライブ）企画、開発
- SDガンダムワールド ガチャポン戦士3 英雄戦記（1990年、FC）企画、開発
- SDガンダムワールド ガチャポン戦士4 ニュータイプストーリー（1991年、FC）企画、開発
- 天下布武〜英雄たちの咆哮〜（1991年、メガCD）製作総指揮
- SDガンダムワールド ガチャポン戦士5 BATTLE OF UNIVERSAL CENTURY（1992年、FC）企画、開発
- ぎゅわんぶらあ自己中心派2 激闘! 東京マージャンランド編（1992年、メガCD）企画、開発
- LUNAR ザ・シルバースター（1992年、メガCD）企画、プロデュース
- ゆみみみっくす（1992年、メガCD）プロデュース
- シルフィード（1993年、メガCD）エクゼクティブプロデューサー
- うる星やつら 〜ディア マイ フレンズ〜（1994年、メガCD）プロデュース
- LUNAR エターナルブルー（1994年、メガCD）企画、プロデュース
- ガングリフォン（1996年、セガサターン）エクゼクティブプロデューサー
- グランディア（1997年、セガサターン）プロデュース
- だいなあいらん（1997年、セガサターン）エクゼクティブプロデューサー
- ガングリフォンII（1998年、セガサターン）エクゼクティブプロデューサー
- 機動戦士ガンダム ギレンの野望（1998年、セガサターン）企画、プロデュース
- グランディアII（2000年、ドリームキャスト）プロデュース
- ガンダムネットワークオペレーション（2002年、PC）企画、プロデュース
- ボンバーマンジェネレーション（2002年、GC）プロデュース
- 新世紀エヴァンゲリオン2（2003年、PS2）企画、プロデュース
- まいにちいっしょ（2006年、PS3）企画、プロデュース
- 大乱闘スマッシュブラザーズX（2008年、Wii）開発プロデュース
- LOOP8（2023年、Switch/PS4）開発統括

### 海外
- プリンス・オブ・ペルシャ（1992年、メガCD）プロデュース
- ライズ・オブ・ザ・ドラゴン（1992年、メガCD）プロデュース
- シムアース（1993年、メガCD）プロデュース
- ウィングコマンダー（1994年、メガCD）プロデュース